# カメリヌムの戦い
カメリヌムの戦いは、紀元前298年に発生した、第三次サムニウム戦争の最初の戦闘である。この戦闘でサムニウム軍はガリア人の支援を受けて、ルキウス・コルネリウス・スキピオ・バルバトゥスが率いるローマ軍に勝利した。
ローマは、同時期にエトルリア、ガリアとも戦っていた。スキピオは敵の領地を分断しようとし、ガリア人がアペニン山脈を超えることをその東側で阻止する計画を立てた。しかし、数に勝るガリア・エトルリア・サムニウムの連合軍はスキピオ率いる2個ローマ軍団を打ち破った。
なお、 ポリュビオスは戦闘の場所をカメリヌムとしているが、ティトゥス・リウィウスはクルシウム（現在のキウージ）近くとしている。

## 参考資料
1. ↑  Gill, N.S.. “A Table of Roman Battles”. 2017年8月5日閲覧。
2. ↑  Harbottle, Thomas Benfield (1904). Dictionary of battles from the earliest date to the present time. London: S. Sonnenschein & Co., Ltd.. pp. 47
3. ↑  ポリュビオス『歴史』 II, 19, 5.
4. ↑  ティトゥス・リウィウス『ローマ建国史』X, 25-26.